# Čangjongung
Čangjongung (korejsko 창경궁; dobesedno palača Čangjong) je palača v Seulu v Južni Koreji.
Palačo je sredi 15. stoletja zgradil kralj Sedžong za svojega očeta Tedžonga. Prvotno se je imenovala Sugangung, vendar jo je leta 1483 kralj Songdžong obnovil in razširil, takrat pa je dobila tudi sedanje ime. Številne stavbe so bile uničene med večkratnimi japonskimi poskusi osvojitve Koreje in invazije na Kitajsko od konca 15. do 16. stoletja (1592). Obnovili so jo zaporedni kralji dinastije Čoson, vendar so jo Japonci v začetku 20. stoletja ponovno v veliki meri uničili. Tokrat so jo metodično porušili, da bi naredili prostor za sodoben park, razstavni prostor imperija, podoben parku Ueno v Tokiu.
V obdobju japonske zasedbe so Japonci na tem mestu zgradili živalski vrt, botanični vrt in muzej. Imenoval se je »park Čangjongvon«, pri čemer von pomeni korejsko besedo 'živalski vrt'. Po osamosvojitvi leta 1945 ter nemirih in uničenju med korejsko vojno med letoma 1950 in 1953 so živalski vrt obnovili z donacijami bogatih Korejcev in darili tujih živalskih vrtov. Leta 1983 sta bila živalski vrt in botanični vrt preseljena v današnji Veliki park v Seulu.

## Sestava in stavbe
Danes so njegove glavne zanimivosti naslednje:
- Honghvamun (korejsko 홍화문; handža 弘化門)

Honghvamun so glavna vrata palače in so obrnjena proti vzhodu, tako kot osrednji del palače. Zgrajena so bila leta 1484, med japonsko invazijo leta 1592 pa so pogorela in bila obnovljena leta 1616. Na obeh straneh teh dvonadstropnih lesenih vrat je bil zgrajen paviljon s kroglami (skipjack). Ko greste skozi vrata, se prikaže most Okčeongdžo. Med loki pod mostnim parapetom so izrezljani goblini (dokkaebi), ki so namenjeni odganjanju zlih duhov. Most Okčeongdžo je bil zgrajen pred približno 500 leti in služi kot simboličen vhod na dvorišče.
Pri teh vratih se je kralj srečeval z državljani: kralj Jongdžo (1694–1774, vladal 1726–1774) je tukaj leta 1750 zbiral javno mnenje, ko je sprejel zakon Gjunjok (zakon o izenačenih davkih); tukaj je kralj Džongdžo (1752–1800, vladal 1776–1800) leta 1795 delil riž revnim.
Honghvamun je bil 12. januarja 1963 razglašen za južnokorejski narodni zaklad 384.
- Vrata Honghvamun
- Vrata Honghvamun

- Okčeongjo (korejsko 옥천교; handža 玉川橋)

Most Okčeongjo je bil zgrajen leta 1483. Dolg je 9,9 metra in širok 6,6 metra ter ga podpirata dvojna loka. Med loki pod mostnim parapetom so izrezljani goblini (dokkaebi), ki naj bi odganjali zle duhove. Most Okčeongjo služi kot simboličen vhod na dvorišče. Most Okčeongjo je bil 21. januarja 1863 razglašen za nacionalni zaklad 386.
- Most Okčeongjo

- Mjongdžongdžon ({{langx|ko|명정전; 明政殿)

Mjongdžongdžon je glavna dvorana palače, kjer so potekale državne zadeve, kot so srečanja z uradniki in kraljevi banketi. Prvič zgrajena leta 1484, je bila požgana med japonsko invazijo leta 1592. Obnovljena leta 1616, je najstarejša glavna dvorana vseh palač v Seulu. Je manjša od dvonadstropnih glavnih dvoran palač Gjongbokgung in Čangdokgung, ker je bila prvotno zgrajena kot bivalni prostor kraljice in ne kot prestolna dvorana. Čeprav gre za preprosto, enonadstropno stavbo, je bil Mjongdžongdžon zgrajen na dvignjenem kamnitem dvorišču, ki mu je dalo dostojanstvo glavne dvorane. Skozi dvorišče spredaj poteka tristopenjska pot, katere osrednja pot je bila namenjena samo kraljevi uporabi. Celotno območje obdaja zidu podobna struktura z enosobnimi enotami, ki so jih uporabljali kraljevi stražarji ali za kraljeve pogrebe. Mjongdžongdžon je označen kot narodni zaklad 226.
- Mjongdžongdžon

- Mundžongdžon (korejsko 문정전; handža 文政殿)

Mundžongdžon je svetovalnica, kjer se je kralj ukvarjal z rutinskimi državnimi zadevami. Za razliko od prestolne dvorane, ki je obrnjena proti vzhodu, je ta stavba obrnjena proti jugu. Takšna postavitev palače s sekundarno strukturo, obrnjeno v drugo smer kot prestolna dvorana, je v Koreji zelo nenavadna. Mundžongdžon so uporabljali tudi za shranjevanje kraljevih tablic po pogrebih. Med japonsko okupacijo so ga razstavili. Mundžongdžon, kot je danes, je bil obnovljen leta 1986 skupaj z vrati Mundžongdžon in vzhodnim delom pokritega hodnika. Glede na Poslikavo vzhodne palače iz 19. stoletja je bil Mundžongdžon od Sungmundanga in Mjongdžongdžona ločen z zidom in je imel majhen prizidek; dvorišče je bilo obdano s hodnikom, podobnim zidu. Ta del še ni bil obnovljen.
Zgrajena leta 1483, uničena leta 1592, obnovljena leta 1616, požgana leta 1830 in ponovno obnovljena leta 1834. Tukaj sta se rodila kralj Džongdžo in kralj Hondžong.
Prvič zgrajena leta 1484 med vladavino kralja Songdžonga, uničena leta 1592, obnovljena leta 1616, požgana leta 1830 in ponovno obnovljena leta 1834.
Prvotno imenovana Sunjongdžon, je bila prvič zgrajena leta 1484, nazadnje obnovljena leta 1834; glavna stavba na območju Jondžo, kjer so živeli kralji in njihove družine.
Zgrajena leta 1909 med vladavino cesarja Sundžonga, z otokom in mostom velikosti 366 kvadratnih metrov, dodanim leta 1984. Manjši ribnik meri 1107 kvadratnih metrov, večji pa 6483 kvadratnih metrov.
13. maja 1762 je bilo dvorišče pred Mundžongdžonom priča najtragičnijemu dogodku stoletja. Kralju Jongdžoju so sporočili, da je prestolonaslednik Sado duševno bolan in se nepredvidljivo obnaša. Oče je bil besen na princa in je ukazal, naj ga živega zaprejo v veliko riževo skrinjo, kjer je osem dni pozneje umrl v starosti 27 let. Kralj Jongdžo se je kasneje kesal in sinu posmrtno dal naziv »Sado« (»razmišljajoč v žalosti«). Pogosto velja prepričanje, da je bil prestolonaslednik Sado žrtev zarote svojih političnih nasprotnikov, vendar to trditev ovržejo Spomini gospe Hjegjŏng, ki jih je napisala žena princa Sadoja, gospa Hjegjŏng.

## Galerija
- Čangjongung in 1930
- Mjongdžongmun, vhod v glavno dvorano palače
- Mjongdžongdžon, glavna dvorana palače
- Stranski pogled na dvorišče palače z Mundžongdžonom v ozadju
- Sungmundang koridor
- Pagoda
- Tesil
- Hamindžong
- Vrata Gvangdžongmun
- Daeonsil, rastlinjak Čangjongung